# Sam Hui

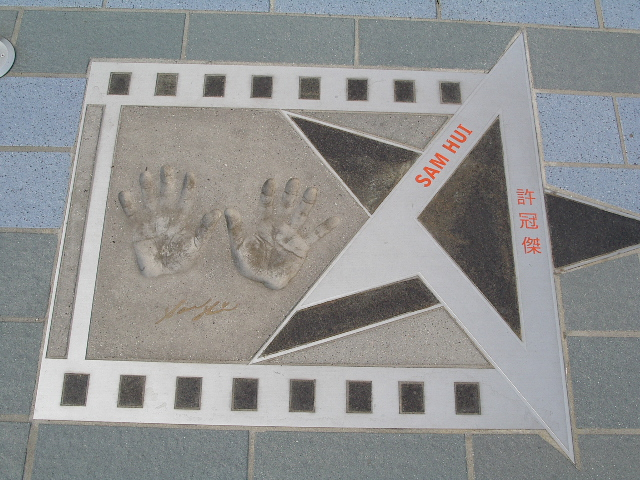
Empreinte de mains et signature de Sam Hui sur l'avenue des Stars de Hong Kong.

Sam Hui, de son vrai nom Hui Koon-kit, (許冠傑, né le 6 septembre 1948), est un chanteur, compositeur, interprète et acteur hongkongais célèbre pour avoir popularisé la cantopop dans les années 1970 à la fois en y incorporant de la musique de style occidental et pour son usage du cantonais de la rue plutôt que du chinois écrit vernaculaire et avec des paroles traitant des problèmes et des préoccupations contemporains.
Il est considéré comme la première grande vedette majeure de la cantopop et surnommé à Hong Kong le « Dieu de la chanson ». Il est l'un des frères Hui avec Michael et Ricky Hui.

## Biographie

### Jeunesse
Issu d'une famille originaire de Canton et immigrée à Hong Kong, Hui est diplômé de la faculté de sciences sociales de l'université de Hong Kong, du Ying Wa College (en) et du St. Francis Xavier's College (en).

### Chanson
Hui commence sa carrière comme animateur d’une émission télévisée sur TVB. Sam et Michael Hui créent ensuite le Hui Brothers Show qui mélange des sketchs et de la chanson. À cette époque, il est le musicien principal du groupe The Lotus (en). Dans les premières années de sa carrière, Hui interprète des chansons anglophones populaires en Grande-Bretagne et aux États-Unis. Il écrit les bandes originales des comédies produites par son frère Michael et commence à interpréter des chansons en cantonais alors que le mandarin étant la langue dominante dans le monde du spectacle à Hong Kong.
La musique de Hui connu un grand succès populaire, notamment auprès de la classe ouvrière, pour sa simplicité et la pertinence des paroles. Auteur-compositeur prolifique, il utilise le thème récurrent de décrire ou satiriser avec humour la société et les événements de Hong Kong. Une de ses chansons les plus populaires au milieu des années 1970 est la chanson principale du film Mr Boo détective privé qui reflète avec humour les dures réalités des Hongkongais à faible ou moyen revenu. D'autres chansons comme Song of Water Use (制水歌), qui fait référence à l'époque des rationnement d'eau à Hong Kong dans les années 1960 (en), et Could Not Care Less About 1997 (話知你97), qui encourage les Hongkongais à apprécier l'époque actuelle dans l'inquiétude de la rétrocession de Hong Kong à la Chine le 1er juillet 1997, sont de nature plus d'actualité et de références aux événements locaux. Alors que certaines de ses chansons sont plutôt légères, d'autres véhiculent des messages philosophiques à travers l'utilisation astucieuse de mots chinois aux multiples sens, par exemple avec sa chanson d'adieu en 1992 ou From the Heart of a Loafer (浪子心聲), à une époque où dans la cantopop, le langage et les messages sophistiqués sont rares dans les paroles des artistes.

### Cinéma
D'un point de vue personnel, Hui est plus proche de son frère Ricky Hui que de son grand frère Michael. Sam et Michael ne jouent plus ensemble à partir de 1981 et Security Unlimited. Cependant, il apparaît dans un caméo de 3 minutes dans le film de son frère Prise de bec à Hong Kong en 1988, jouant son propre rôle comme maître de cérémonies à l'inauguration du restaurant rival. Puis en 1990, les trois frères sont de nouveau réunis dans Front Page, une comédie sur la presse de Hong Kong. Hui collabore également avec plusieurs chanteurs populaires tels que Leslie Cheung avec qui il produit le succès Silence is Golden (沉默是金), que Cheung chante également en solo sur son album de 1987, Hot Summer (en), ainsi que la mélodie entraînante, I've Never Been Afraid.
Hui joue également dans Mad Mission, une série de comédies d'action hongkongaises des années 1980, avec Karl Maka. Hui tient des concerts d'adieu en 1991 et 1992, pendant lesquels il invite de nombreuses célébrités de la musique et déclare officiellement qu'il ne serait plus actif au cinéma et dans la cantopop à l'avenir. Il est gravement blessé lors du tournage de La Légende de la perle d'or au Tibet en raison du manque d'oxygène, tombant très malade par la suite et beaucoup de ses admirateurs font remarquer que cet accident presque mortel peut avoir été décisif dans sa décision de prendre sa retraite, croyant superstitieusement qu'il serait hanté par un esprit.

### Retraite
À la fin des années 1980, le père de Hui lui conseille de prendre sa retraite pour éviter le stress qu’il subit pendant les concerts. Le « manque d'oxygène » que Hui a connu lors du film précédent était en fait une intoxication au monoxyde de carbone. Sa mère aurait également émis des réserves quant à ses capacités, notamment le fait qu'il peut se blesser sur scène. Un concert à Hong Kong en 1990 marque son départ à la retraite, mais Hui accepte ensuite de faire une série de 42 concerts. Pendant le 30e concert, le père de Hui meurt mais malgré son chagrin, il continue sa tournée. En 1991-1992, Hui fait un total de 14 concerts à Hong Kong, avant de prendre sa retraite. Il chante également au Canada, à Vancouver, au Pacific Coliseum, et à Toronto, qu'il dédie à son défunt père. Malgré la réitération de son projet de prendre sa retraite, Hui revient au cinéma pour un court passage dans Winner Takes All (en) aux côtés de Nicholas Tse et Ruby Lin. Il admet à cette occasion n'être plus capable d’ignorer ses problèmes cardiaques.
Surnommé le « Dieu de la chanson » à Hong Kong (le premier chanteur à être reconnu de la sorte), il décide de sortir de sa retraite en 2004 et organise plusieurs concerts de retour à guichets fermés. Lors de ces concerts, il rend hommage à ses récents collègues décédés, Leslie Cheung et Anita Mui en 2003, et affirme que leur mort a influencé sa décision de revenir sur la scène avec sa tournée 04 Bless You. Hui fait un concert à Kuala Lumpur les 19 et 20 février 2005 avec son frère Ricky Hui et ses fils mais n'organise pas de projets suivants. Il rejoue également à Vancouver le 15 décembre 2005 et à Singapour le 29 mars 2008. En 2007, Hui signe avec le label EC Music (en) et sort son premier album en 17 ans intitulé Life is Good (人生多麼好).

## Vie privée
Hui est marié à Rebecca Fleming, surnommé Rebu Fleming, une américano-philippine, avec qui il a deux fils, Ryan et Scott. Ryan est également auteur-compositeur-interprète et a sorti plusieurs albums, tandis que Scott a poursuivi une carrière dans le cinéma, réalisant quelques clips pour son frère.

## Discographie

### Albums en cantonais
- Games Gamblers Play (1974)
- Ultime message (1975)
- Mr Boo détective privé (1976)
- 財神到 (1978)
- Mr Boo fait de la télévision (賣身契) (1978)
- 79夏日之歌集 (1979)
- 念奴嬌 (1980)
- Security Unlimited (摩登保鑣) (1981)
- 難忘您‧紙船 (1982)
- 最佳拍檔大顯神通 (1983)
- 新的開始 (1983)
- 最喜歡你 (1984)
- 最緊要好玩 (1985)
- 熱力之冠 (1986)
- 宇宙無限 (1986)
- 潮流興夾Band (1987)
- 許冠傑新曲與精選 (1987)
- Sam and Friends (1988)
- 許冠傑89歌集 (1989)
- 香港情懷90 (1990)
- 90電影金曲精選 (1990)
- 歌神與您繼續微笑04 (2004)
- 人生多麼好 (2007)

### Albums en anglais
- Time of The Season (1971)
- Morning After (1974)
- Interlude (1975)
- Came Travelling (1977)

## Filmographie
- Back Alley Princess (馬路小英雄,1973)
- The Tattooed Dragon (龍虎金剛, 1973)
- Chinatown Capers (小英雄大鬧唐人街, 1974)
- Naughty, Naughty (en) (綽頭狀元, 1974)
- Games Gamblers Play (鬼馬雙星, 1974)
- Ultime message (天才與白痴, 1975)
- Mr Boo détective privé (半斤八兩, 1976)
- Money Crazy (發錢寒, 1977)
- Mr Boo fait de la télévision (賣身契, 1978)
- Security Unlimited (摩登保鑣, 1981)
- Mad Mission (最佳拍檔, 1982)
- Mad Mission 2 (最佳拍檔大顯神通, 1983)
- Mad Mission 3 (最佳拍檔之女皇密令, 1984)
- A Family Affair (全家福, 1984)
- Robby the Rascal (1985)
- Working Class (打工皇帝, 1985)
- Mad Mission 4 (最佳拍檔千里救差婆, 1986)
- La Légende de la perle d'or (衛斯理傳奇, 1987)
- Prise de bec à Hong Kong (雞同鴨講, 1988, caméo)
- Mad Mission 5 (新最佳拍檔, 1989)
- The Dragon from Russia (en) (紅場飛龍, 1990)
- Swordsman (笑傲江湖, 1990)
- Front Page (新半斤八兩, 1990)
- Laughter of the Water Margins (水滸笑傳, 1993)
- All's Well, Ends Well Too (花田囍事, 1993)
- Winner Takes All (en) (大贏家, 2000)[5],[6]